# Pavel Bucha
Pavel Bucha (* 11. března 1998 Mělník) je český profesionální fotbalista, který hraje na pozici středního záložníka za americký klub FC Cincinnati. Je také bývalým českým mládežnickým reprezentantem.

## Klubová kariéra
Svou fotbalovou kariéru Bucha započal v roce 2004 v klubu FK Čechie Kralupy nad Vltavou, odkud po necelých dvou letech zamířil do Neratovic. V roce 2007 přešel do akademie pražské Slavie.

### Slavia Praha
Buchova profesionální kariéra začala v roce 2018, kdy byl přeřazen do slávistického A-týmu. V české nejvyšší soutěži debutoval 17. února 2018, kdy odehrál celé utkání proti Jihlavě. V jarní části sezóny 2017/18 odehrál Bucha v dresu Slavie 5 zápasů. V létě 2018 pak vypověděl se Slavií smlouvu a stal se volným hráčem. V roce 2020 rozhodčí senátu FAČR udělil Buchovi zpětně pokutu za neoprávněně podanou výpověď.

### Viktoria Plzeň
V červenci 2018 zamířil do konkurenční Viktorie Plzeň. V dresu Plzně debutoval 11. října, kdy odehrál celé pohárové utkání proti Vyškovu. V lize ale Bucha neodehrál ani minutu, a tak v prosinci požádal klub o uvolnění na hostování.

#### Mladá Boleslav (hostování)
V únoru 2019 Bucha zamířil na půlroční hostování do Mladé Boleslavi. Ve středočeském klubu se rychle prosadil do základní sestavy, 1 gólem a 2 asistencemi ve 12 zápasech pomohl Boleslavi ke konečné 7. příčce.
V červnu 2019 bylo Buchovo hostování v Mladé Boleslavi prodlouženo do konce kalendářního roku, V podzimní části sezóny patřil Bucha k nejlepším hráčům týmu, společně s Nikolajem Komličenkem a Murisem Mešanovićem vytvořil nebezpečné ofensivní trio, které dohromady nastřílelo na podzim 24 ligových branek.

#### Návrat z hostování
Po návratu z hostování začal Bucha pravidelně nastupovat v dresu Viktorie. Dne 22. února 2020 zaznamenal hattrick při vítězství 4:0 nad Příbramí. Za své výkony byl v únoru 2020 odměněn vítězstvím v anketě pro nejlepšího hráče měsíce české nejvyšší soutěže.
V sezóně 2020/21 patřil Bucha ke klíčovým hráčům plzeňské Viktorie, nedokázal ale odvrátit prohru s Hapoelem Beer Ševa ve 4. předkole Evropské ligy, a tak si Plzeň nezahrála základní skupiny evropských pohárů. 7. dubna 2021 si v pohárovém zápase proti Slovanu Liberec utrpěl zlomeninu metatarzu a Plzni chyběl až do poloviny května. 20. května nastoupil Bucha v základní sestavě pohárového finále proti Slavii, které však Plzeň prohrála 0:1.
V létě 2021 prodloužil Bucha svou smlouvu s Plzní do června 2024. V sezóně 2021/22 pomohl Plzni 3 góly v 31 ligových zápasech k zisku českého titulu.
V sezóně 2022/23 si Bucha zahrál s Plzní základní skupinu Ligy mistrů, 13. září 2022 byl v zápase s Interem Milán vyloučen. Plzeň v základní skupině nezískala jediný bod a skončila na konečné čtvrté příčce, v české nejvyšší soutěži pak Bucha patřil k nejvytěžovanějším hráčům týmu a pomohl Plzni ke konečné třetí příčce.
V podzimní části sezóny 2023/24 odehrál Bucha v dresu Plzně 30 soutěžních zápasů, ve kterých vstřelil 6 branek. S Plzní postoupil bez ztráty jediného bodu ze základní skupiny Konferenční ligy do osmifinále soutěže.

### FC Cincinnati
V lednu 2024 přestoupil Bucha do americké MLS, vyhlédl si ho FC Cincinnati.

## Reprezentační kariéra
Za reprezentaci hrál pouze v utkáních juniorských týmů a to za Českou fotbalovou reprezentaci U20 a U21 za které si dohromady připsal 9 startů a jeden gól.